# Cercle d'escrime orléanais
 (juin 2023).
Si vous disposez d'ouvrages ou d'articles de référence ou si vous connaissez des sites web de qualité traitant du thème abordé ici, merci de compléter l'article en donnant les références utiles à sa vérifiabilité et en les liant à la section « Notes et références ».
Le cercle d'escrime orléanais est un club d’escrime français basé à Orléans dans le département du Loiret et la région Centre-Val de Loire.
En 2010, le club est représenté en première division nationale par une équipe féminine de sabre et en deuxième division nationale par deux équipes masculines, une de sabreurs et une d'épéistes.

## Géographie
Le club s’entraîne dans la salle Christian d'Oriola, au sein du pôle sportif des Murlins.

## Histoire
Le cercle d'escrime orléanais a été fondé en 1943. Il célèbre en 2023 ses 80 ans d'existence.

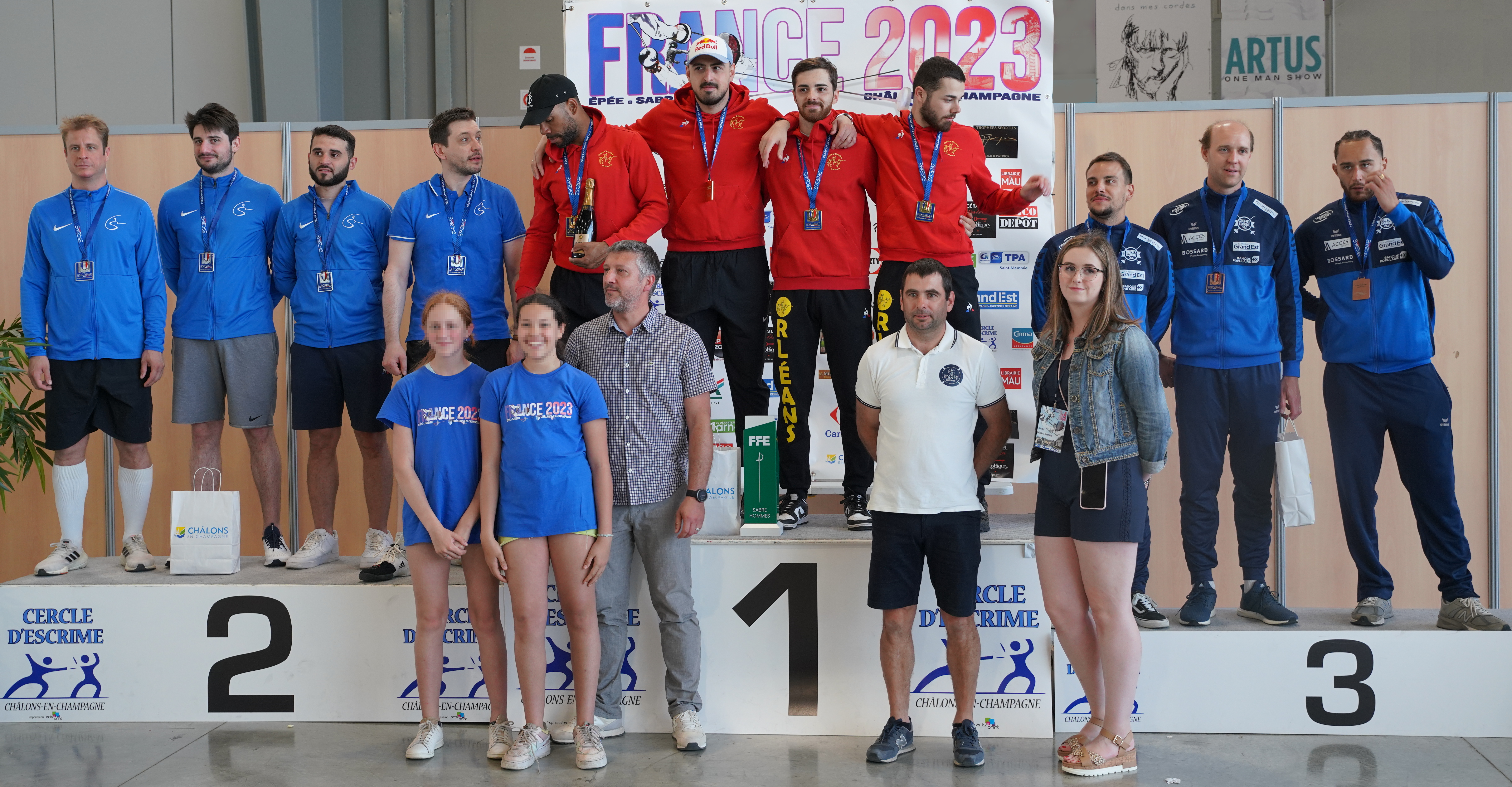
L'équipe masculine sur la plus haute marche,
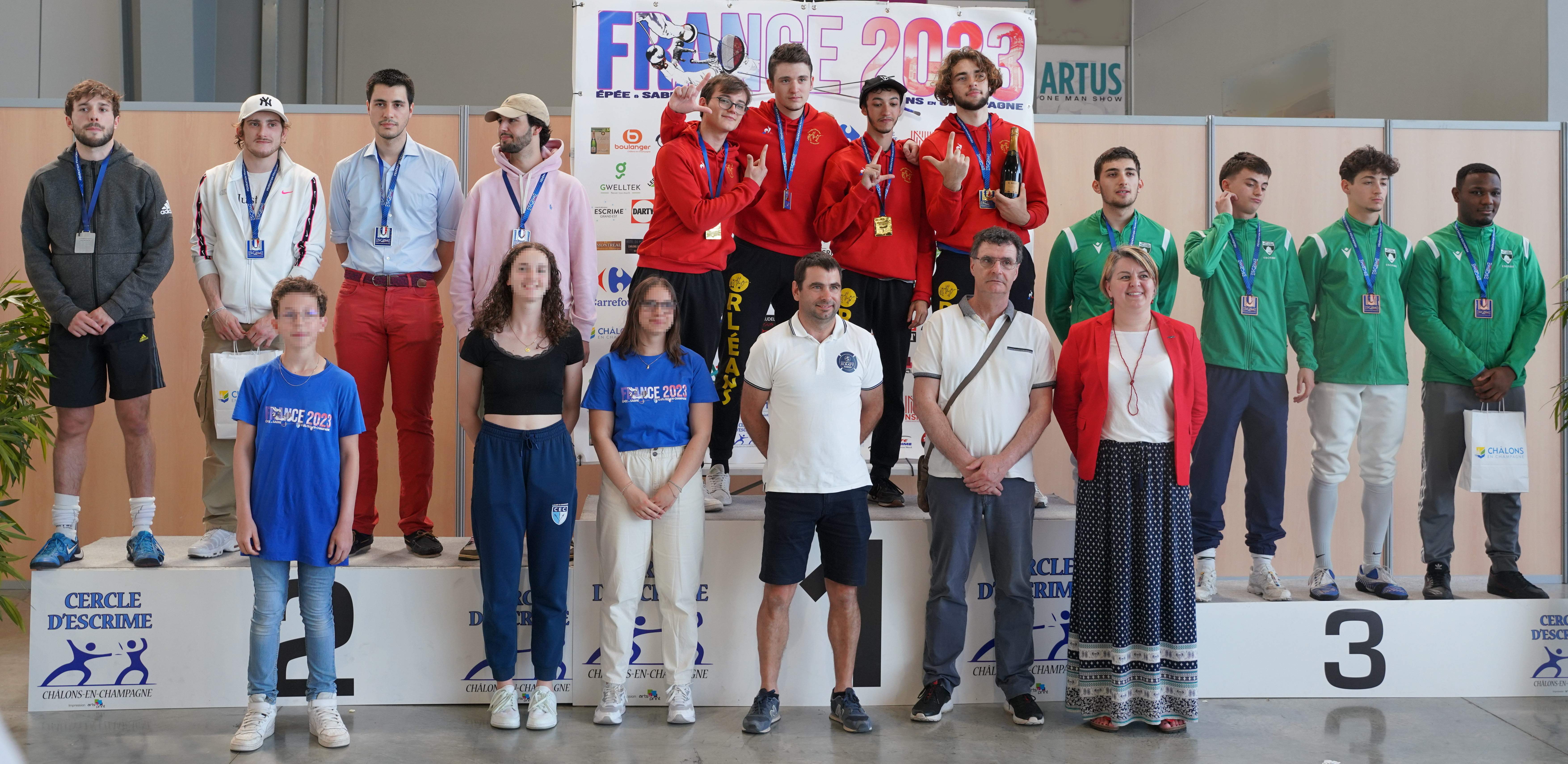
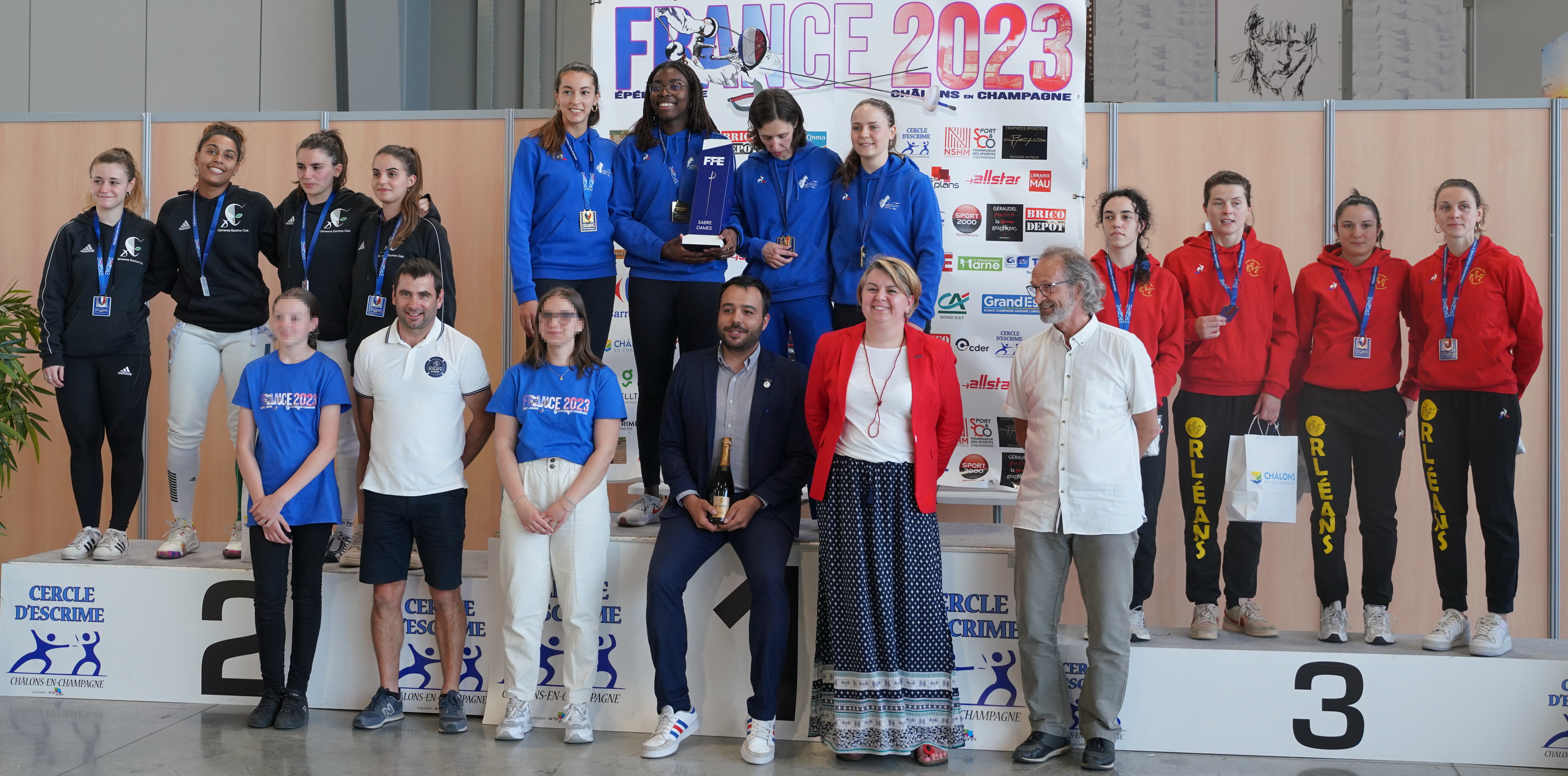
et féminine lors des Championnats de France d'escrime 2023.